# Bellone (1807)
Pour les articles homonymes, voir Bellone (homonymie), Bellone (navire) et HMS Junon.
La Bellone est une frégate de classe Consolante (en) construite en 1807 pour la marine française. Capturée par la Royal Navy en 1810, elle y entre en service sous le nom de HMS Junon, avant d'être démolie en 1817.

## Histoire
La Bellone quitte Saint-Malo pour l'océan Indien le 18 janvier 1809, sous les ordres du capitaine Guy-Victor Duperré. En août, elle quitte La Réunion pour une patrouille, revenant en janvier 1810 accompagnée de deux prises, la corvette anglaise HMS Victor et la frégate portugaise de 48 canons Minerva. En avril, accompagnée de ses prises, elle quitte l'île pour une autre patrouille, participant ainsi à la bataille de Grand Port.
Le 4 décembre 1810, lors de la capture de l'Île de France par les Anglais, la Bellone l'est aussi. Elle entre alors en service dans la Royal Navy sous le nom de HMS Junon.  
Dès 1813, elle retrouve les eaux de l'Atlantique. Le 3 avril 1814, en compagnie du HMS Tenedos, elle pourchasse la frégate américaine USS Constitution. Celle-ci réussit cependant  à s'enfuir vers Marblehead après avoir jeté ses provisions par-dessus bord. 
En février 1817, elle est démolie à Deptford Dockyard.